# Werner Zehden
Werner Alfred Zehden oder Werner-Alfred Zehden (* 2. Mai 1911 in Berlin; † 28. September 1991 ebenda) war ein deutscher Politiker (SPD, FDP, SPD) und Verfolgter des Nationalsozialismus.

## Leben
Werner Alfred Zehden war der Sohn des promovierten Patentanwalts Alfred Zehden und dessen Ehefrau Anna Zehden. Er war seit 1933 Mitglied der SPD und musste nach sechs Semestern sein Studium der Rechtswissenschaften und Nationalökonomie an der Universität Berlin wegen „marxistischer Betätigung“ aufgeben bzw. wurde wegen antinazistische Betätigung relegiert. Von 1944 bis 1945 war er, gemäß nationalsozialistischer Diktion als Halbjude eingeordnet, in einem Strafgefangenenlager, ein Arbeitslager der Organisation Todt, inhaftiert.
Er war seit dem 19. Mai 1945 mit Agnes Zehden, geborene Meißner, verheiratet und hatte zwei Kinder (Andreas und Jutta).
Nach dem Krieg war Zehden zunächst Mitglied der Geschäftsleitung einer Markenartikelfirma der chemischen Industrie. Zwischen 1951 und 1955 übte er das Amt des Berliner Bezirksbürgermeisters von Steglitz aus. Von 1955 bis 1976 war er Verwaltungsdirektor im Deutschen Institut für Wirtschaftsforschung in Berlin. 1957 trennte sich Werner Zehden von der SPD und trat der FDP bei. Doch schon 1959 kehrte er in die SPD zurück. Von 1963 bis 1971 war er Mitglied des Abgeordnetenhauses von Berlin. Er war Mitbegründer und Vorsitzender des Bundes der Verfolgten des Naziregimes (BVN).

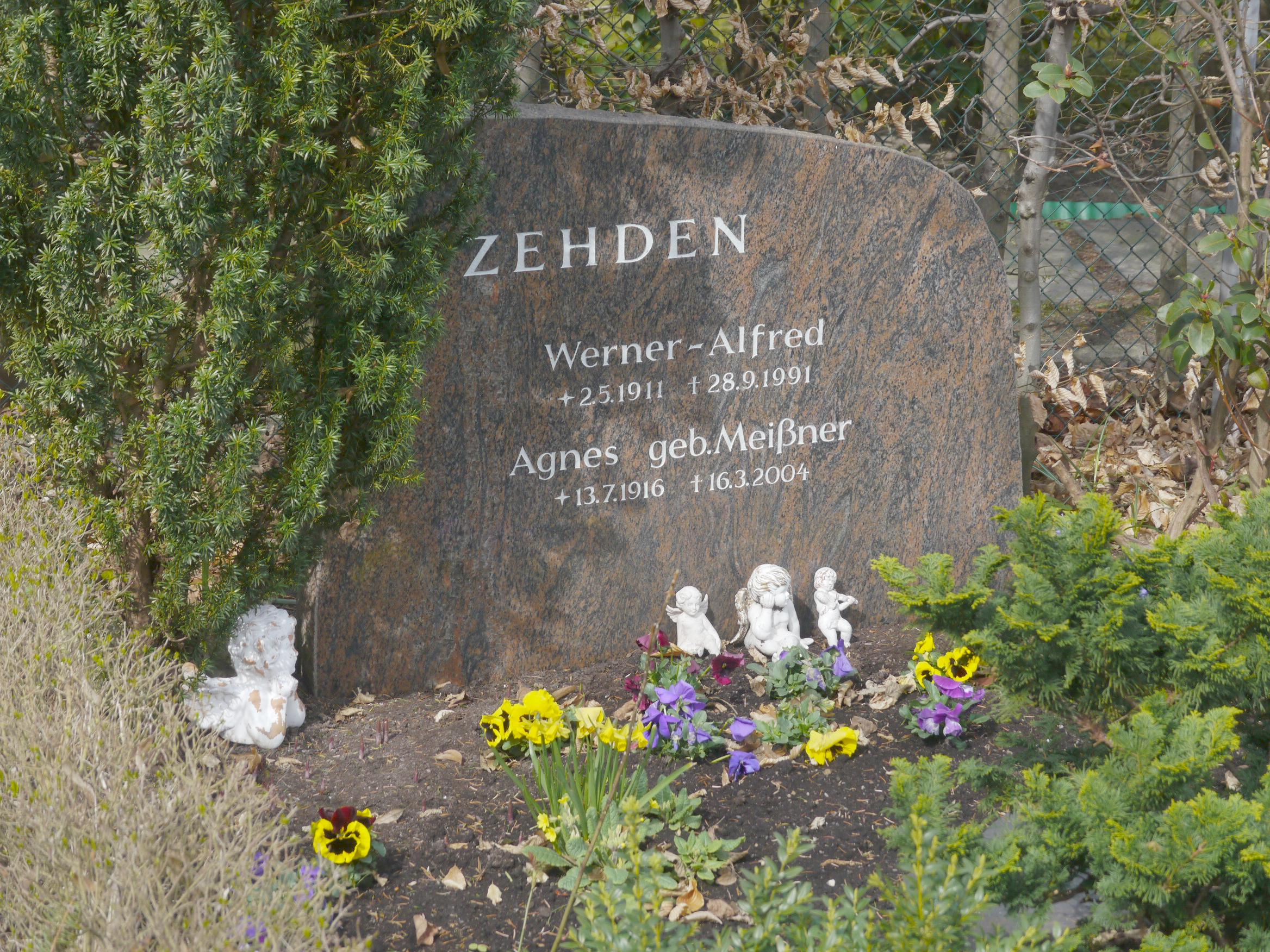
Grab von Werner Zehden auf dem Luther-Friedhof in Lankwitz (Abteilung Aa-25). Koordinaten des Grabes:

Am 5. Mai 1976 wurde er zum Stadtältesten von Berlin ernannt. Im selben Jahr erhielt er das Große Verdienstkreuzes des Verdienstordens der Bundesrepublik Deutschland. Nach seinem Tod bekam er ein Ehrengrab der Stadt Berlin auf dem evangelischen Luther-Friedhof in Berlin-Lankwitz.

## Werke
- Stacheldraht. Ein Tagebuch. Mit einer Einführung von Peter Steinbach. Passau 1990.